# Бесим Бокши
Бесим Бокши (на сръбски: Бесим Бокси, Besim Bokši; 1930 – 2014 г.) е албански поет, лингвист и филолог. Президент на Академията на науките и изкуствата на Косово в периода 2008 – 2011 г.

## Биография
Бесим Бокши е роден в Дяково, Кралство Югославия. Семейството му се премества в Албания, когато е дете, и той завършва основно образование в училище в Дукат, село близо до Вльора. Няколко години по-късно учи в Тирана.
През 1945 г. се завръща в Дяково и учи в Катедрата по албонология на Белградския университет до 1959 г., след което следва следдипломно обучение по лингвистика в Белград. През 1961 – 1963 г. преподава албански език в гимназията в Дяково, където е и директор. От 1967 до 1973 г. преподава морфология във Висшето педагогическо училище в Дяково, където е и директор в периода 1967 – 1971 г. През това време той работи за Албаноложкия институт в Прищина за период от осем месеца. От 1974 г. преподава курсове по „Историческа морфология“ във Филологическия факултет на Университета в Прищина. През 1977 г. завършва докторска степен по филология в Университета в Прищина. Член и президент на Академията на науките и изкуствата в Косово, а преди това е неин вицепрезидент.
Бокши е член на Заключителната комисия по време на лингвистичните консултации в Прищина през 1968 г. – събитие по темата за правописния стандарт на албанския език. Бил е и делегат на Конгреса по правопис в Тирана през ноември 1973 г. и на Конгреса за Югоизточни европейски изследвания, проведен в Анкара, Турция през 1978 г.
Бокши умира на 16 август 2014 г.

## Трудове

### Поезия
- „В очакване“ (Në Pritje), Прищина, 1966
- „Счупени сенки“ (Hije të këputura), Печ, 1996

### Езикознание
- Rruga e formimit të sotëm nominal të shqipes, Прищина
- Prapavendosja e nyjes në gjuhët ballkanike, Прищина, 1984 г.
- Pjesorja e shqipes: vështrim diakronik, Прищина, 1998 г.
- Për vetorët e shqipes, Прищина, 2004.